# Ідемпотентність

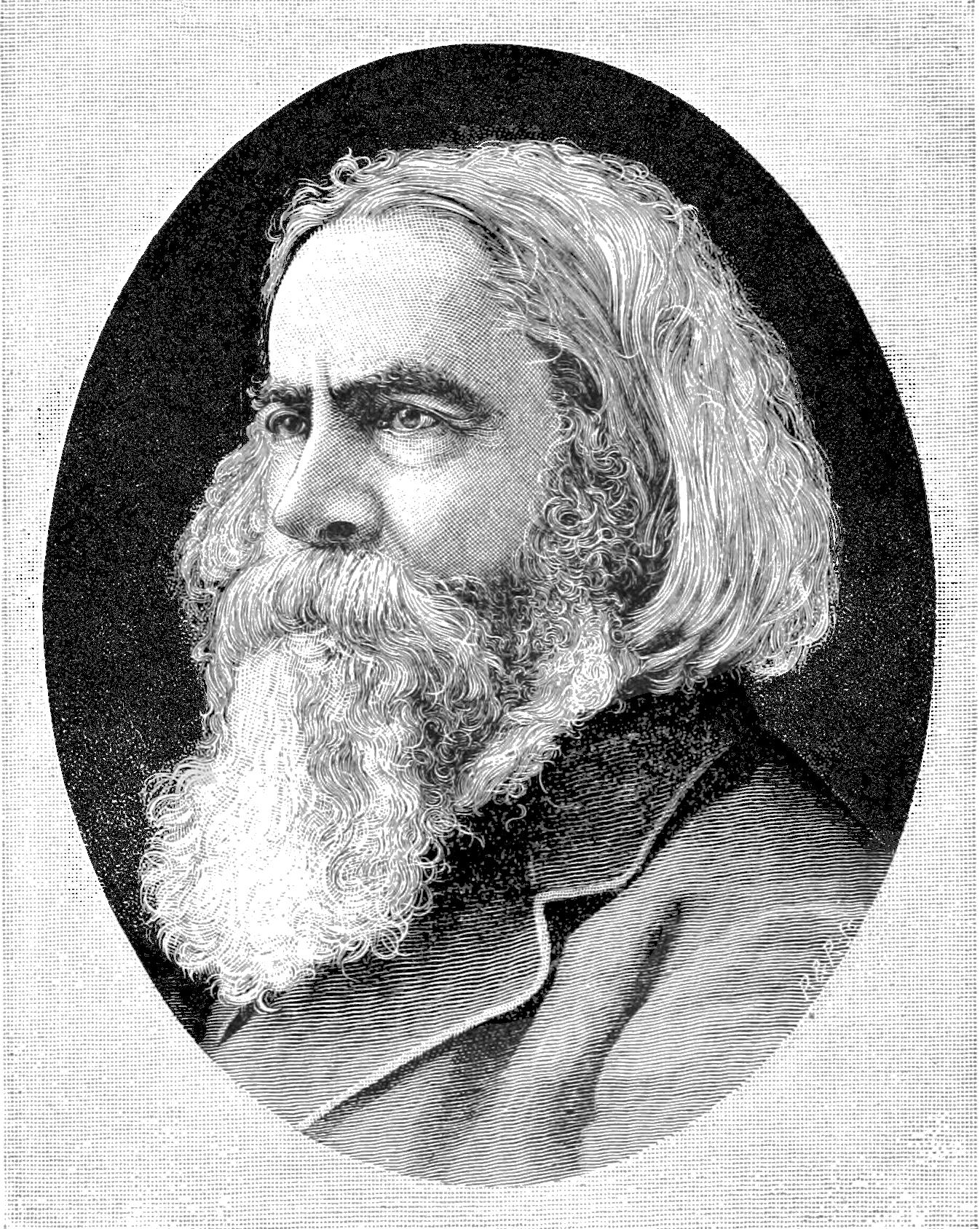
Бенжамін Пірс

Ідемпотентність (лат. idem — такий самий, лат. potens — сильний) — властивість унарних та бінарних операцій в алгебрі та логіці. Термін «ідемпотентність» означає властивість, яка проявляється в тому, що повторна її дія над будь-яким об'єктом уже не змінює результату. Тобто повторне виконання операцій з об'єктом не змінює результату, досягнутого при першому виконанні. Термін запропонував американський математик Бенджамін Пірс в статтях 1870-х років.

## Визначення
- Унарна операція чи функція називається ідемпотентною, якщо її застосування двічі до будь-якого значення аргументу дає таке ж значення, як і застосування один раз:

{\displaystyle f(f(x))=f(x).\!}
- Бінарна операція називається ідемпотентною, якщо для довільного елемента {\displaystyle x\!} виконується:

{\displaystyle x\cdot x=x.\!}

## Закон ідемпотентності кон'юнкції та диз'юнкції
Закон ідемпотентності — це закон математичної логіки, по якому з логіки виключаються коефіцієнти і показники ступенів.
Закон ідемпотентності можна отримати з закону поглинання, з використанням закону дистрибутивності:
{\displaystyle a=a\lor (a\land b)=(a\lor a)\land (a\lor b)=(a\land (a\lor b))\lor (a\land (a\lor b))=a\lor a}
Так логічне множення двох висловлювань {\displaystyle a} рівносильне {\displaystyle a}, тобто: {\displaystyle a\land a\equiv a} і читається так «{\displaystyle a} і {\displaystyle a} рівносильне {\displaystyle a}».
Закон ідемпотентності відносно диз'юнкції виводиться безпосередньо із закону нуля та одиниці:
{\displaystyle a\lor a=(a\lor a)\land 1=(a\lor a)\land (a\lor {\bar {a}})=a\lor (a\land {\bar {a}})=a\lor 0=a}
Логічне додавання двох висловлювань {\displaystyle a}, рівносильне {\displaystyle a}, тобто: {\displaystyle a\lor a\equiv a} і читається так «{\displaystyle a} або {\displaystyle a} рівносильне {\displaystyle a}».
Формулювання закону: повторення висловлювання через «і» та «або» рівносильне самому висловлюванню. Наприклад, «Марс — планета і Марс — планета» є те ж саме, що «Марс — планета»; « Сонце — зірка або Сонце — зірка» те ж саме, що «Сонце — зірка».

## Наслідки ідемпотентності кон'юнкції та диз'юнкції
- Наслідками ідемпотентності диз'юнкції є рівність

{\displaystyle A=A\lor A=A\lor A\lor A=A\lor A\lor A\lor A=\dots }
- Наслідками ідемпотентності кон'юнкції є рівність А = АА = ААА = АААА =…

В алгебрі логіки можна обходитися без степенів. Всі «степені» висловлення А рівні самому А (звідси літерний сенс слова «ідемпотентність»).

## Приклади ідемпотентних операцій
- Об'єднання і перетин множин є ідемпотентними бінарними операціями.
- Операції булевої алгебри: кон'юнкція та диз'юнкція є ідемпотентними бінарними операціями.
- Бінарні операції {\displaystyle \max(\cdot ,\cdot ),\min(\cdot ,\cdot )\!} є ідемпотентними.
- Операція проектування (знаходження проєкції) є ідемпотентною унарною операцією.
- Звернемо увагу на те, що одну і ту ж імпліканту можна склеїти з іншими імплікантами багаторазово, так як в логіці Джоржа Буля діє закон ідемпотентності:

{\displaystyle a=a\lor a=a\lor a\lor a=...}
{\displaystyle a=a\land a=a\land a\land a=...}
тому будь-яку константу можна розмножити
- Розглянемо алгебру множин (алгебру Кантора, алгебру класів)

{\displaystyle A_{k}=(B(1),\cup ,\cap ,{\bar {.}})}
Носієм якої є булеан універсальної множини 1, сигнатурою — операції об'єднання {\displaystyle \cup }, перетину {\displaystyle \cap } та доповнення {\displaystyle {\bar {.}}}. Закон ідемпотентності об'єднання та перетину виконується для операції алгебри Кантора:
{\displaystyle M_{a}\cup M_{a}=M_{a}}
{\displaystyle M_{a}\cap M_{a}=M_{a}}
- Ідемпотентна операція в інформатиці — дія, багаторазове повторення якої призводить до тих же змін, що й при одноразовому.

Прикладом такої операції можуть служити GET- запити в протоколі HTTP.
По специфікації сервер повинен повертати одні й ті ж відповіді на ідентичні запити (за умови що ресурс не змінився між ними з інших причин).
Така особливість дозволяє кешувати відповіді, знижуючи навантаження на мережу

## Елемент
- Ідемпотентний елемент в алгебрі — елемент напівгрупи, що зберігається при піднесення до степеня.

Варіант:  Ідемпотентний елемент  — елемент {\displaystyle e} напівгрупи або кільця, рівний своєму квадрату: {\displaystyle e^{2}=e}.
- Ідемпотентний елемент {\displaystyle e}  містить  ідемпотентний елемент {\displaystyle f} (позначається {\displaystyle e\geqslant f}), якщо {\displaystyle ef=e=fe}.
  - Для асоціативних кілець і напівгруп відношення {\displaystyle \geqslant } є відношенням часткового порядку в множині {\displaystyle E} ідемпотентних елементів і називається природним частковим порядком на множині {\displaystyle E}.
- Два ідемпотентних елемента {\displaystyle u} та {\displaystyle v} кільця називаються ортогональними, якщо {\displaystyle uv=0=vu}.

## Прикладні приклади
Прикладні приклади, з якими багато людей змогло зіткнутися в їх щоденному житті, включаючи кнопки виклику ліфта і кнопки переходу. Початкова активація кнопки переміщає систему в очікування. Подальші активації кнопки між початковою активацією і запитом, що задовольняється, не мають ніякого ефекту.

## Лінійний оператор
Ідемпотентний лінійний оператор — те саме, що і проектор.
Для простору нескінченної розмірності
{\displaystyle A=\int _{\sigma }\lambda P(d\lambda )}
де σ — спектр A, а P — ідемпотентний оператор.